# Pritha insularis
Pritha insularis är en spindelart som först beskrevs av Tord Tamerlan Teodor Thorell 1881.  Pritha insularis ingår i släktet Pritha och familjen Filistatidae.
Artens utbredningsområde är Nicobarerna. Inga underarter finns listade i Catalogue of Life.